# ادینگنینگان
ادینگنینگان (به لاتین: Adingningon) در بنین است، که در استان زو واقع شده‌است.

## خصوصیات
ادینگنینگان ۴٬۱۴۳ نفر جمعیت دارد.